# خلیج میشن (کالیفرنیا)
خلیج میشن (به انگلیسی: Mission Bay) یک منطقهٔ مسکونی در ایالات متحده آمریکا است که در سان فرانسیسکو واقع شده‌است. خلیج میشن ۵٬۳۹۰ نفر جمعیت دارد.